# إعلان صادم
يُعتبر الإعلان الصادم أحد أنواع الإعلانات التي «تفاجئ جمهورها وتسيء إليه عامدة وليس عن غير قصد، وذلك عن طريق انتهاك معايير القيم الاجتماعية والمثل الشخصية». إنه تطبيق «الصورة الرسومية والشعارات الصريحة» في الإعلان أو العلاقات العامة للتركيز على قضية، أو سلع، أو خدمات سياسة عامة. يُصمم الإعلان الصادم بشكل أساسي لتجاوز «الاضطراب» الإعلاني بهدف لفت الانتباه وخلق البلبلة، ولجذب الجمهور لعلامة تجارية معينة، أو خلق الدراية بقضية متعلقة بخدمة عامة معينة، أو مشكلة صحية، أو سبب (على سبيل المثال، حث السائقين على استخدام حزام الأمان، أو التشجيع على منع انتقال الأمراض المنقولة جنسيًا، أو خلق الدراية بالعنصرية ومظالم أخرى، أو ثني المراهقين عن التدخين).
عادة ما يكون هذا النوع من الإعلان مثيرًا للجدل، ومزعجًا، ومباشرًا، وقاسيًا، وقد ينطوي على رسائل سياسية جريئة واستفزازية تتحدى فهم الجمهور العام للنظام الاجتماعي. من الممكن أن لا يقتصر هذا النوع من الإعلانات على الإهانة فقط، بل قد يثير الذعر أيضًا، إذ يستخدم تقنيات الترهيب وعناصر الخوف لبيع منتج أو إيصال رسالة متعلقة بخدمة اجتماعية، بالتالي يترك «أثرًا كبيرًا». في عالم الأعمال، يُعرف هذا المزيج من المواد الإعلانية المخيفة، والدموية، والمسيئة باسم «إعلان الصدمة»، وتُعتبر شركة بينيتون، شركة الملابس الإيطالية للبيع بالتجزئة التي أسست مجموعة ألوان بينيتون المتحدة، وإعلاناتها سباقة في استخدامه في أواخر ثمانينيات القرن العشرين.

## الأنواع
يمكن أن تكون الإعلانات الصادمة صادمة ومهينة تبعًا لأسباب عدة، ويمكن أن يحدث انتهاك الأعراف الاجتماعية، والدينية، والسياسية بطرق مختلفة. من الممكن أن تحتوي على تجاهل لأحد التقاليد، أو القوانين، أو الممارسات (على سبيل المثال، إشارات جنسية خليعة وسيئة أو فواحش)، أو تحدي لرمز اجتماعي أو أخلاقي (على سبيل المثال، الابتذال، أو الوحشية، أو العري، أو الفضلات، أو الألفاظ النابية)، أو عرض صور أو كلمات مرعبة، أو مريعة، أو بغيضة (على سبيل المثال، مشاهد مروعة، أو مقززة، أو عنف). من الممكن أن تُعتبر بعض الإعلانات مهينة، أو مثيرة للجدل، أو مسيئة ليس بسبب الطريقة التي توصل فيها رسالتها بل لأن المنتجات بعينها «ممنوعة من الذكر»، أي لا تُطرح أو تُناقش بحرية في العلن. من بين الأمثلة عن «ممنوعات الذكر» هذه، السجائر، ومنتجات العناية النسائية، ووسائل منع الحمل. على أي حال، ثمة العديد من المنتجات، أو الخدمات، أو الرسائل التي قد تُعتبر صادمة أو مهينة للعامة. على سبيل المثال، يمكن اعتبار الإعلانات الخاصة ببرامج إنقاص الوزن، أو المنتجات المتعلقة بالجنس أو الهوية الجنسية، أو العيادات التي تقدم اختبارات لمرض نقص المناعة المكتسبة أو الأمراض المنقولة عن طريق الجنس، أو خدمات الجنائز، أو المجموعات التي تدعو لسيطرة أقل على السلاح، أو الملاهي التي تؤيد القمار وتروج له، إعلانات مثيرة للجدل ومهينة بسبب المنتج أو الرسائل التي تبيعها. من الممكن أن ينطوي محتوى الإعلانات الصادمة على لغة غير مناسبة أو غير لائقة، مثل حملة «فاك» لشركة فرينش كونيكشن.